# Gąsiorówka
Gąsiorówka – potok, prawy dopływ Obrocznej o długości około 750 m. 
Potok wypływa na wysokości 670 m  w miejscowości Morawczyna w województwie małopolskim, w gminie Nowy Targ. W tej samej miejscowości na wysokości około 620 m uchodzi do Obrocznej.
Zlewnia Gąsiorówki obejmuje tereny pól uprawnych oraz zabudowań wsi Morawczyna. Pod względem geograficznym jest to obszar Kotliny Nowotarskiej.